# 선민 (가수)
선민(본명: 이선민, 1987년 6월 4일 ~ )은 대한민국의 가수이자 뮤지컬배우이다. 현재 소속사는 라이브웍스 컴퍼니이다. 2006년에 일본에서 먼저 데뷔였으며, 2009년에 대한민국에서 데뷔하였다.
2010년 12월 뮤지컬 배우로 데뷔하였다.

### 한국
- 선민 ThanX 혜성 《Keep Holding U》(2006년 8월 31일)
- 1st Digital single 《Superwoman》(2009년 9월 25일)
- 2nd Digital single 《놓치다》(2010년 2월 17일)
- 3rd Digital single 《Rainbow Bridge》(2010년 9월 30일)

### 일본
- SunMin ThanX Kubota 《Keep Holding U》(2006년 7월 5일)
- 1st single 《戀の奇跡 (사랑의 기적)》(2006년 12월 6일)
- 2nd single 《Love You./The Rose》(2007년 2월 28일)
- 3rd single 《Starting Story》(2007년 8월 22일)
- 4th single 《Another wish》(2008년 1월 23일)
- Mini Album 《Cover Girl》(2008년 8월 27일)
- 5th single 《Will》(2008년 10월 15일)
- 1st Album 《BRAND NEW GIRL》(2008년 12월 17일)

### 참여 음반
- KBS2 월화 미니시리즈 《공부의 신》Part.1 OST - Dreamer
- MBC 주말연속극 《글로리아》 Part.1 OST - 글로리아 (Gloria)[2]

### 뮤지컬
- 2010년 ~ 2011년 뮤지컬 《지킬 앤 하이드》
- 2012년 뮤지컬 《지킬 앤 하이드》(대구공연)
- 2012년 뮤지컬 《지킬 앤 하이드》(대전공연)
- 2012년 뮤지컬 《지킬 앤 하이드》(부산공연)
- 2012년 뮤지컬 《지킬 앤 하이드》(수원공연)
- 2012년 뮤지컬 《지킬 앤 하이드》(성남공연)
- 2012년 뮤지컬 《지킬 앤 하이드》(인천공연)
- 2013년 뮤지컬 《지킬 앤 하이드》
- 2013년 뮤지컬 《아르센 루팡》
- 2021년 뮤지컬 《드라큘라》
- 2021년 뮤지컬 《지킬 앤 하이드》
- 2021년 뮤지컬 《지킬 앤 하이드》(대구공연)
- 2022년 뮤지컬 《지킬 앤 하이드》(세종공연)
- 2022년 뮤지컬 《지킬 앤 하이드》(수원공연)
- 2022년 뮤지컬 《지킬 앤 하이드》(전주공연)
- 2022년 뮤지컬 《지킬 앤 하이드》(부산공연)
- 2022년 뮤지컬 《지킬 앤 하이드》(대전공연)
- 2022년 뮤지컬 《지킬 앤 하이드》(고양공연)
- 2022년 뮤지컬 《지킬 앤 하이드》(천안공연)
- 2022년 뮤지컬 《지킬 앤 하이드》(진주공연)
- 2022년 뮤지컬 《지킬 앤 하이드》(성남공연)
- 2022년 뮤지컬 《지킬 앤 하이드》(울산공연)
- 2022년 뮤지컬 《지킬 앤 하이드》(여수공연)
- 2022년 뮤지컬 《테레즈 라캥》
- 2023년 뮤지컬 《모차르트!》
- 2023년 뮤지컬 《시스터즈》
- 2023년 ~ 2024년 뮤지컬 《몬테크리스토》

### 앨범
- 2006년 선민 ThanX 혜성 (Single)
- 2008년 Cover Girl (Single)
- 2008년 Love You / The Rose (Single)
- 2008년 Will (Single)
- 2008년 Another Wish (Single)
- 2008년 Starting Story (Single)
- 2008년 戀の奇跡 (사랑의 기적) (Single)
- 2009년 Brand New Girl
- 2009년 Superwoman
- 2010년 놓치다
- 2010년 Rainbow Bridge (Digital Single)

### 영화 OST
- 2005년 영화 《6월의 일기》 ... 주제가
- 2006년 영화 《일본침몰》 ... 주제가

### 영화
- 2021년 영화 《긴 하루》 ... 정윤 역

## 학력 사항
- KAI한국예술원 연기뮤지컬과